# Окончатый пилоус
Окончатый пилоус (Heterocerus fenestratus) — вид жуков-пилоусов. 

## Описание
Длина тела имаго 3—4,5 мм. Переднеспинка большей частью с узким жёлтым боковым краем. Ноги жёлтые с чёрным наружным краем голеней. Встречается в иле по берегам рек, прудов и болот

## Распространение
Широко распространён в Палеарктике от Европы и Северной Африки до Дальнего Востока, Кореи и Японии.